# Avial NV
Avial NV (Russisch: Авиакомпания Авиаль НВ) is een Russische luchtvaartmaatschappij met haar thuisbasis in Moskou. Zij voert passagiers- en vrachtcharters uit binnen Rusland en naar omringende landen inclusief het Midden-Oosten.

## Geschiedenis
Avia NV in 1991 onder de naam Avial Aviation Company. In 2000 werd de huidige naam Avial NV ingevoerd.

## Vloot
- 1 Antonov AN-12BP
- 2 Antonov AN-12T
- 2 Antonov AN-12V